# Jurij Posch
Jurij Posch, avstrijski jezuit, * 20. februar 1622, Kirchschlag, † 14. december 1689, Millstatt.
Bil je rektor Jezuitskega kolegija v Bratislavi (1667-1670), v Győru (1673-1675) in v Ljubljani (17. januar 1679 - 17. januar 1682). 